# Rob Wilson
Rob Wilson (Amsterdam, 30 augustus 1956) is een Nederlands presentator die eind jaren 70 zijn carrière is begonnen als radioverslaggever bij de NCRV. Daarnaast verzorgde hij voor deze omroep invalklussen als presentator op Radio 2 en was hij voice-over bij televisieprogramma's als Hier en Nu.
In de jaren 80 ging Wilson in beeld aan de slag als presentator van diverse bedrijfsjournaals, waaronder dat van Albert Heijn. Begin jaren 90 was hij maandelijks de stem van de drie (toen nog aparte) trekkingen van de Staatsloterij, uitgezonden door de NOS. Eind jaren 90 kwam Rob Wilson in vaste dienst bij de regionale publieke omroep RTV Utrecht, waar hij uiteindelijk manager en plaatsvervangend algemeen directeur werd. Na zijn vertrek daar, eind 2013, startte Wilson het bedrijf RW-Solutions, dat zich met name toelegt op trainingen volgens het zogeheten DISC-model, maar ook de redactie voor beleidsstukken en jaarverslagen van diverse omroepen verzorgt.
Wilson schreef ook enkele boeken; de roman De Mediamaker (2016) en De geschiedenis van de file, maar wordt de file ooit geschiedenis? (2017). In juni 2021 is zijn thriller Moord op de radio verschenen.
Als stem is Rob Wilson nog steeds te horen in diverse bedrijfsfilms en commercials, en samen met vrouwenstem Natalie de Klijn al meer dan 35 jaar in vrijwel alle Albert Heijn-winkels, met de zogeheten 'instore commercials'. 